# Kval till Riksserien i ishockey 2015
Kval till Riksserien 2015/2016 spelades mellan den 21 februari och den 22 mars 2015. Kvalificerade var lag 7 och 8 från Riksserien segrarna i Division 1:s fyra regionala grupper samt ytterligare två lag från den östra gruppen. Lagen möttes i en serie med fjorton omgångar. De fyra främsta lagen i serien kvalificerade sig för Riksserien säsongen 2015/2016.

## Deltagande lag
Från Division 1 deltog Djurgårdens IF, Färjestad BK, HV71, och IF Björklöven. Från Riksserien deltog SDE HF och Sundsvall Widcats.

## Poängtabell
| Nr | Lag                | S  | V  | ÖV | ÖF | F  | GM | IM | MS  | P  |
| -- | ------------------ | -- | -- | -- | -- | -- | -- | -- | --- | -- |
| 1  | Djurgårdens IF     | 14 | 14 | 0  | 0  | 0  | 85 | 8  | +77 | 42 |
| 2  | HV71               | 14 | 9  | 0  | 2  | 3  | 55 | 34 | +21 | 29 |
| 3  | SDE HF             | 14 | 8  | 2  | 1  | 3  | 43 | 25 | +18 | 29 |
| 4  | Sundsvall Wildcats | 14 | 7  | 2  | 1  | 4  | 42 | 26 | +16 | 26 |
| 5  | Färjestad BK       | 14 | 5  | 0  | 0  | 9  | 29 | 61 | −32 | 15 |
| 6  | IF Björklöven      | 14 | 2  | 2  | 2  | 8  | 19 | 37 | −18 | 12 |
| 7  | Södertälje SK      | 14 | 2  | 1  | 1  | 10 | 24 | 43 | −19 | 9  |
| 8  | Almtuna IS         | 14 | 2  | 0  | 0  | 12 | 16 | 79 | −63 | 6  |

Tabelldata är hämtade från Svenska Ishockeyförbundet.
Djurgården, HV71, SDE och Sundsvall kvalificerade för Riksserien nästa säsong.

## Resultattabell
| Hemma \ Borta      | ALM  | DIF  | FÄR | HV71 | BJÖ | SDE | SUN | SSK |
| Almtuna IS         | —    | 0–12 | 3–6 | 1–6  | 2–0 | 0–5 | 0–6 | 3–2 |
| Djurgårdens IF     | 10–0 | —    | 6–1 | 8–1  | 3–0 | 3–2 | 4–0 | 6–1 |
| Färjestad BK       | 4–2  | 0–10 | —   | 0–12 | 4–2 | 0–3 | 2–3 | 2–4 |
| HV71               | 5–3  | 0–5  | 4–0 | —    | 4–1 | 3–4 | 3–6 | 4–1 |
| IF Björklöven      | 5–1  | 0–4  | 2–4 | 0–5  | —   | 0–2 | 3–2 | 2–1 |
| SDE HF             | 5–0  | 2–5  | 2–1 | 2–1  | 3–2 | —   | 1–3 | 4–1 |
| Sundsvall Wildcats | 9–1  | 0–3  | 6–2 | 1–4  | 2–1 | 0–3 | —   | 3–2 |
| Södertälje SK      | 4–0  | 1–6  | 2–3 | 2–3  | 0–1 | 3–2 | 0–4 | —   |